# Zavlažovací kanál

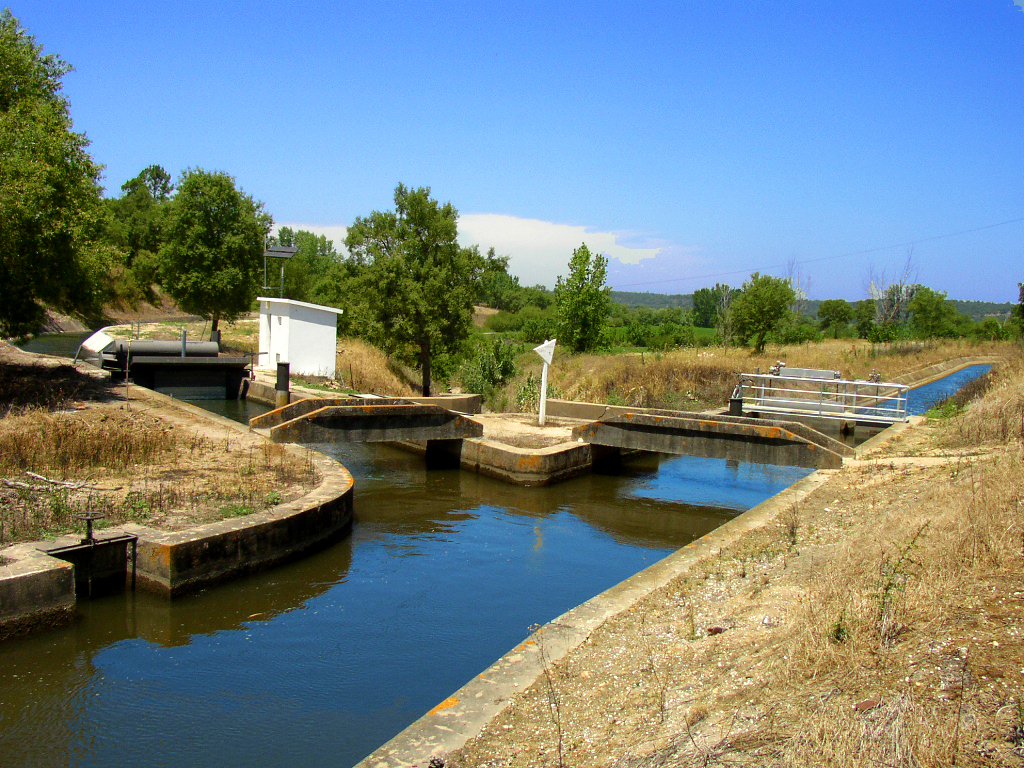
Soustava zavlažovacích kanálů v Portugalsku přivádějící vodu z řeky Tajo

Zavlažovací kanál je vodní kanál, tj. umělý vodní tok vybudovaný člověkem pro závlahu a tím i zúrodnění dříve zemědělsky nevyužitelných míst. Voda protéká v umělém korytě s břehovým opevněním a pohybuje se gravitačním spádem. Zavlažovací kanály na dlouhých úsecích jsou přerušovány přehradními nádržemi sloužícími pro ustálení průtoku a hladiny, případně pro rozvětvení do dalších zavlažovacích kanálů.

## Využití
Využívají se k rozšíření zemědělské půdy především v oblastech pouští a polopouští, a to již od starověku (Starověký Egypt, Mezopotámie).

## Příklady
Neblaze proslulým příkladem je odebírání vody z řek Amudarja a Syrdarja ve střední Asii. Zavlažovací kanály vedené z těchto řek odebírají velké množství vody a podílejí se na úbytku vody a devastaci Aralského jezera. Kanály se používají pro zavlažování bavlníkových plantáží a v některých oblastech spolu s příchodem zemědělství způsobily populační explozi v oblastech, kam bylo zavedeno zavlažování. V Turkmenistánu slouží i k zásobování naftařské průmyslové oblasti na západě země průmyslovou vodou.